# Eger-zsomboly
Az Eger-zsomboly az Aggteleki Nemzeti Park területén található egyik barlang. A barlang az Aggteleki-karszt és a Szlovák-karszt többi barlangjával együtt 1995 óta a világörökség része.

## Leírás
Az Aggtelek szélén található Baradla-tetőn, a csúcstól ÉÉK-re, egy erdőben lévő töbör K-i peremén, fokozottan védett területen van a zsomboly függőleges tengelyirányú, nem lezárt bejárata. Abban a töbörben helyezkedik el bejárata, amelyikben a Baradla-tetői-zsomboly is nyílik. A Baradla-tetői-zsombolytól kb. 100 m-re fekszik az Eger-zsomboly. A Baradla-barlang aggteleki főbejáratától induló kék háromszög jelzésű turistaúttól balra található az Eger-zsomboly.
A barlang bejárati hasadéka kb. 3 m hosszú és kb. 1 m széles. A zsomboly középső triász wettersteini mészkőben jött létre. A függőleges jellegű barlang egy 9 m mély, lefelé táguló bejárati aknából és egy oldalhasadékból áll. Idős függőcseppkő-maradványok és egy borsóköves felületű, szinlőszerű bemélyedés figyelhető meg benne. A barlang engedély nélkül megtekinthető.

## Kutatástörténet
1986 áprilisában lett felfedezve a barlang. A felfedezőket Kutas Tamás vezette. 1986–1987-ben a kitöltő törmelék eltávolításával növelték az eredetileg 3 m mély zsombolykezdemény hosszát és mélységét egy cseppkőkéregig. 1987-ben jelent meg a Csifári Tibor által írt, A Baradla-tetői-zsomboly című írás, amelyben szerepel az Eger-zsomboly is. 1988 júliusában a barlangtani osztály elkészítette a barlang D–É irányú hosszmetszet térképét, Ny–K irányú hosszmetszet térképét és keresztmetszet térképét.
A Magyar Karszt- és Barlangkutató Társulat 1988. évi központi kutatótáborának egyik bontási helye volt a barlang. Ekkor sikerült néhány m-rel mélyíteni, azonban valamiért abbahagyták a feltárást, majd visszatöltődött a barlang. A tábori tájékoztató szerint a zsombolyról publikáció még nem jelent meg, de a kiadványban hivatkozás található Csifári Tibor publikációjára. A barlang az Aggteleki-karszt és a Szlovák-karszt többi barlangjával együtt 1995 óta a világörökség része. A barlang 1999-ben készített barlang nyilvántartólapja alapján a barlang bejárata 0,6×2,2 m-es, hasadék alakú, természetes jellegű és vízszintes tengelyirányú. A szabadon látogatható barlang hossza, mélysége és függőleges kiterjedése részletes felmérés alapján 4,5 m.
Nyerges Attila 2001-ben megjelent tanulmánya szerint az Eger-zsomboly egy 4,5 m mély, keskeny hasadék. A Baradla-tetői-zsomboly töbrének K-i peremén, a Baradla-tetői-zsomboly mellett, attól 80 m-re, 467 m tszf. magasságban van az Eger-zsomboly bejárata. 2002 tavaszán, amikor megint elkezdték a törmeléket kitermelni belőle, a barlang kb. 4,5 m mély volt. A barlang bontása közben, kb. 6 m mélységben találtak egy kb. 2 m vastag, a zsomboly teljes szelvényét kitöltő cseppkőkérget, melyet áttörtek a továbbjutás érdekében. A tavaszi bontás végén a barlang 11 m hosszú és 9 m mély volt.
2002 őszén 8,5 m mélyen egy 2 m hosszú, oldalfülkeszerű hasadékot tártak fel benne. 2002. október 20-án Gruber Péter felmérte a zsombolyt, majd a felmérés alapján megrajzolta a barlang függőleges (ÉNy–DK irányú) hosszmetszet térképét, amelyen be van jelölve a barlang 1980. évi fenékszintje és 2002. évi fenékszintje. A térképen 1:100 méretarányban van bemutatva a barlang.
A 2003-ban kiadott, Magyarország fokozottan védett barlangjai című könyvben, a Baradla-tetői-zsombolyról szóló részben meg van említve, hogy az Eger-zsomboly 8 m mély. A Gruber Péter által 2003-ban írt tanulmányban részletesen le van írva a barlang. Az ismertetéshez mellékelve lett a barlang 2002-ben készült térképe. A publikációban szó van arról, hogy a barlang 11 m hosszú és kb. 9 m mély. A tanulmány másik helyén az látható, hogy a barlang 9 m mély. 2009. november 4-én Kovács Attila szerkesztette meg a barlang hosszmetszet térképét. A térkép elkészítéséhez a barlangot Kovács Attila és Matyuga Péter mérték fel. A térképen 1:50 méretarányban van bemutatva a barlang. A térképen látható a barlang 2008. évi mélysége. A térkép szerint a barlang 7,4 m hosszú és 7,4 m mély. 2010-ben Kovács Attiláék nem kutattak a zsombolyban.

## További irodalom
- Jelentés az MKBT 1988. évi központi kutatótáboráról.
- Tábori tájékoztató. 1988. 45. old.